# Euplesiosauria
De Euplesiosauria zijn een groep van de Plesiosauria.
In 2001 merkte Frank Robin O’Keefe dat de Plesiosauroidea te verdelen waren in de Plesiosauridae en een meer afgeleide groep. Voor die laatste definieerde hij een klade Euplesiosauria, de "ware plesiosauriërs", als de groep bestaande uit de laatste gemeenschappelijke voorouder
van de Elasmosauridae, de Cryptocleidoidea en Microcleidus; en al zijn afstammelingen.
De groep moet zich afgesplitst hebben in de vroege Jura en stierf uit op het eind van het Krijt.
O'Keefe gaf enkele onderscheidende kenmerken. De schedel is kort ten opzichte van de lichaamslengte. De voorrand van het foramen pineale wordt gevormd door de voorhoofdsbeenderen. De squamosa hebben korte binnenste en lange buitenste achterste takken. Het jukbeen wordt beperkt tot de achterrand van de oogkas. Het supraoccipitale is hoog met golvende onderste beennaden. Het ectopterygoïde raakt de achterrand van de oogkas boven het vlak van het verhemelte. Over de lengte van de nek doet zich een opvallende verandering in de hoek van de gewrichtsuitsteeksels voor. De voorste takken van de schouderbladen raken elkaar in een middelste symfyse. Het ravenbeksbeen en het schouderblad vormen een lengtebalk in de borstplaat. Het opperarmbeen toont geen knik naar achteren.